# Subregión de Occidente (Nariño)
La subregión de Occidente es una de las 13 subregiones del departamento colombiano de Nariño.
Comprende los municipios de Ancuya, Consacá, Linares y Sandoná, que abarcan un total de 452 kilómetros cuadrados.

## Población
En 2015 la población comprendía un total de 53 837 habitantes, que correspondían al 3,24 % del total del departamento de Nariño; de estos 17 298 estaban ubicados en el sector urbano y 36 539 en el sector rural. En cuestión de género el 52 % eran hombres y el 48 % mujeres.

## Economía
Las principales actividades económicas están basadas en el sector agropecuario, destacándose el cultivo del café, plátano, maíz, yuca, fique, caña de azúcar y frutales; igualmente es importante la explotación de los ganados bovino, porcino y otras especies menores. También cabe resaltar las actividades artesanal y comercial.